# Shinya
Shinya（シンヤ、1978年2月24日 - ）は、DIR EN GREYおよびソロプロジェクトであるSERAPHのドラマー。大阪府出身、血液型B型。 身長171cm。 愛称はやもちゃん。

## 概略
中学時代にブラスバンド部の体験でドラムを叩いたことがきっかけでドラムを始め、高校1年生の頃からライブハウスなどで「人工天使」「Siva」「Ruby」のメンバーとしてバンド活動を行っていた。後にDIR EN GREYのヴォーカルとなる京も在籍していた黒夢のコピーバンド「廃人黒薔薇族」を経て高校3年生の冬に「La:Sadie's」に加入。1997年1月15日のLa:Sadie's解散後、京、薫、Die、Toshiyaと単発セッションバンド「DEATHMASK」で1月24日にライブを行い、2月2日にDIR EN GREYを結成。1999年、DIR EN GREYのドラマーとしてメジャーデビュー。2017年、ヴォーカルのMoaと共にソロプロジェクト「SERAPH」としての活動を開始。
2013年から2018年まではHYDEの主催するイベント「HALLOWEEN PARTY」にて「HALLOWEEN JUNKY ORCHESTRA」の一員として参加していたほか、KAMIJO（Versailles）、Toshl（X JAPAN）、GACKTなどのアーティストのサポートドラムなども務める。

## 音楽性

### 作曲スタイル
DIR EN GREYにおいては活動初期～『MACABRE』(2000年)までは、メロディーラインから作曲する方法で「虜」「ゆらめき」「蛍火」などのメロディアスな曲を手掛けていた。『鬼葬』(2002年)では自身の曲が採用されなかったため、続くミニアルバム『six Ugly』(2002年)ではメロディーからではなくギターリフやリズムパターンから作る方法をとり、「Ugly」「umbrella」2曲の作曲を担当した。
その後『THE MARROW OF A BONE』(2007年)では「艶かしき安息、躊躇いに微笑み」、『UROBOROS』(2008年)では「冷血なりせば」、『ARCHE』(2014年)では「Cause of fickleness」、シングル「The World of Mercy」(2019年)の表題曲(薫との共作)などを手掛けた。

### ドラムスタイル・ドラムセットの特徴
細身の体とは裏腹のパワフルなドラミングも持ち味だが、強弱の変化や手数が細かく変則的なフレーズを多く用いる。海外のツアーで共演したドラマーから「あのフレーズはどうやっている。あれは何だ?」と尋ねられたこともある。
ドラムを叩く際には、グローブをはめることが多い。「一度グローブになれるとグローブなしでは叩けない」とファンからの質問に答えているが、サイドプロジェクトであるSERAPHのライブでは素手でドラムを叩いている。
YOSHIKIの影響で"魅せる"ドラムにも重点を置いている。
現在の左手側にゴング・バスを設置したセッティングや叩き方などは、2006年の「The Family Values Tour」で共演したストーン・サワーのドラマーであるロイ・マイヨルガからの影響が大きい。
結成当初～1999年末までと2004年～現在はパールとエンドーズ契約を結んでいるが、1999年末～2003年末頃まではラディックと契約を結んでいた。スティックもパールから発売されている、自身のシグネイチャーモデルを愛用している。
ツアー毎にそのツアー中の改善点などを元に、シンバル・タムの個数や位置の変更を行うことが多い。前述のラディックからパールに契約を戻したのは、国外メーカーだったこともあり頻繁にセッティングを変える事へのレスポンスの遅さも一因だった。
2017年から使用している現在のセットではハードウェアはアクリル製の透明シェルにゴールドのパーツを使用。キック・スネア・タム類にはRolandのV-drumシリーズのトリガーが設置されている。　ツー・バスだがツイン・ペダルを採用し、片方のバスドラムは完全にダミーとして設置されている。以前は曲によってツー・バスの連打、ツインペダルの連打の使い分けや、異なる径のバスドラムを曲によって使い分けたりしていた。
以前はリモートハイハットを使用していたが現在では通常のハイハットを使用している。

## 人物・エピソード
幼稚園ではエレクトーンを習っていたが、１～２度通った後は通わずに独学で弾いていた。
中学時代はブラスバンド部で活動、トランペットを担当していた。
ポップ系やメロディアスな音楽の他にもジャニーズ系アイドルを好んでおり、光GENJIから嵐あたりまでは聴いていた。小学生の頃に光GENJIでジャニーズ系を知り、同時に音楽に目覚めるきっかけにもなった。アイドルになりたいという憧れも2,3年ほど持っていたが、光GENJIが出演していた音楽番組を見ていた際に共演していたX JAPANを見たことをきっかけにロックバンドへ興味が移ったので実現しなかった。
1998年1月14日に当時19歳でDir en greyのドラマーとしてON AIR EAST（現Spotify EAST）で1200人の観客が集まったライブを行った。次の日成人式のために大阪に帰る予定だったが、大雪で飛行機が遅れ、成人式に間に合わなかった。その次の日は長野でDir en greyのイベントがあったが、成人式で飲みまくって二日酔い状態だった。
2011年のHMVの企画「無人島 〜俺の10枚〜」では、無人島にもっていきたいCDアルバムとしてAIONの『Absolute』、Gargoyleの『檄〜ふれぶみ〜』を「青春である」として挙げている。
話をしてみたいドラマーとして、テリー・ボジオの名を挙げている。KORNのレコーディング中のスタジオを訪問した際にサポートとして参加していたテリーを見かけたが、似ている人だと勘違いしたため話せなかった。
DIR EN GREYのメンバーの中では「過激で怖そうなバンドイメージとは裏腹に、地味な生活で一人だけ浮いている」とのことで、2015年9月12日放送の『有吉反省会』（日本テレビ系列）にゲスト出演してそのことを反省した。一人で栗拾いや苺狩りに行っていることや、チェブラーシカ好きであるなど自身の趣味を語り、DIR EN GREYのマネージャーからは「バンドのイメージと違うので、（地味な部分を）控えてもらえると嬉しい」と苦言を呈された。また、ヘビが大嫌いであることも同番組で明かし、最後は「禊」としてヘビ専門店で一日アルバイトすることを科せられたが、ヘビには一切触れずに洗い物などの仕事をこなしていた。
2016年に自身のYouTubeチャンネル「Shinya Channel」を開設。当初は自身の同名の有料ブログマガジン「Shinya Channel」内の動画コンテンツの予告編を主に投稿していたが、2021年ごろからはYouTubeオリジナルコンテンツを投稿している。
趣味としてボードゲームを挙げており、自宅には300種以上のコレクションがある。また、謎解き好きも公言しており、自身のYouTubeチャンネルやブログマガジンにて挑戦の様子を配信したり、リアル脱出ゲームにもしばしば参加している。2021年にはソロプロジェクトSERAPHの楽曲「Kreis」が手塚治虫の『火の鳥』を題材にしたリアル脱出ゲームの主題歌に起用された。自身のX上で度々謎解きイベントに参加していることを報告しており、同じく謎解き好きのQuizKnockのふくらPや謎解きイベントを開催している「よだかのレコード」のへるおとは交友関係がある。

## 客演作品
| タイトル       | 収録CD                                | アーティスト | 発売日        |
| -------------- | ------------------------------------- | ------------ | ------------- |
| Embryo Burning | DEAD END Tribute -SONG OF LUNATICS-   | DEAD END     | 2013年9月4日  |
| アンプサイ     | Seventh Sense / 屍の王者 / アンプサイ | ASAGI        | 2016年4月27日 |
| 螢火           | 斑(まだら)                            | 浅葱         | 2018年1月31日 |

## ゲスト・サポート出演ライブ・イベント
| イベントタイトル                                                          | アーティスト | 日付              | 会場                                 | 備考 |
| ------------------------------------------------------------------------- | ------------ | ----------------- | ------------------------------------ | --- |
| 真矢組 夏の祭典～event TOUR 2001 SPECIAL LIVE&TALK SESSION～              | イベント     | 2001年8月12日     | SHIBUYA-AX                           | 真矢組の一員として参加。                                                                                |
| 治外法権 VOL.3                                                            | イベント     | 2013年8月31日     | Shibuya O-EAST                       | アンコールのセッションにゲストとして参加。                                                              |
| HALLOWEEN PARTY 2013                                                      | イベント     | 2013年10月20日    | 神戸ワールド記念ホール               | Acid Black Halloweenの一員として参加。                                                                  |
| HALLOWEEN PARTY 2013                                                      | イベント     | 2013年10月25,26日 | 幕張メッセ国際展示場9.10.11ホール    | Acid Black Halloweenの一員として参加。                                                                  |
| KAMIJO “PREMIERE SHOWCASE”                                                | KAMIJO       | 2014年4月26日     | タワーレコード渋谷店B1F CUTUP STUDIO | サポートドラムとして出演。                                                                              |
| SHINJUKU LOFT 15TH ANNIVERSARY Salon du Detester #5                       | ZIZ          | 2014年5月23日     | 新宿LOFT                             | ゲストとしてギター・ドラムの演奏で参加。                                                                |
| KAMIJO -Zeroth Live in Paris- Throne                                      | KAMIJO       | 2014年7月4日      | Le Divan du Monde(フランス・パリ)    | サポートドラムとして出演。                                                                              |
| KAMIJO -First Live in Japan- The Empire of Vampire                        | KAMIJO       | 2014年7月19日     | 東京キネマ倶楽部                     | サポートドラムとして出演。                                                                              |
| Toshl CRYSTAL ROCK NIGHTSUMMER LIVE IN DAIBA 未来をEYEしてるゼ            | Toshl        | 2014年8月25日     | Zepp DiverCity                       | CRYSTAL ROCK KNIGHTSの一員として出演。                                                                  |
| HALLOWEEN PARTY 2014                                                      | イベント     | 2014年10月17-19日 | 幕張メッセ国際展示場9.10.11ホール    | HALLOWEEN JUNKY ORCHESTRAの一員として参加。                                                             |
| HALLOWEEN PARTY 2014                                                      | イベント     | 2014年10月25,26日 | 神戸ワールド記念ホール               | HALLOWEEN JUNKY ORCHESTRAの一員として参加。                                                             |
| 魔夏の夜Toshlロック祭り                                                   | Toshl        | 2015年7月20日     | 赤坂BLITZ                            | CRYSTAL ROCK KNIGHTSの一員として出演。                                                                  |
| World Tour 2015 -20th ANNIVERSARY BEST- JAPAN                             | KAMIJO       | 2015年7月24日     | 仙台MACANA                           | サポートドラムとして出演。                                                                              |
| World Tour 2015 -20th ANNIVERSARY BEST- JAPAN                             | KAMIJO       | 2015年7月26日     | 札幌Cube Garden                      | サポートドラムとして出演。                                                                              |
| World Tour 2015 -20th ANNIVERSARY BEST- JAPAN                             | KAMIJO       | 2015年8月1,2日    | 横浜NEW SIDE BEACH                   | サポートドラムとして出演。                                                                              |
| World Tour 2015 -20th ANNIVERSARY BEST- JAPAN                             | KAMIJO       | 2015年8月9日      | HEAVENS'S ROCK さいたま新都心VJ-3    | サポートドラムとして出演。                                                                              |
| World Tour 2015 -20th ANNIVERSARY BEST- JAPAN                             | KAMIJO       | 2015年8月16日     | 福岡DRUM SON                         | サポートドラムとして出演。                                                                              |
| World Tour 2015 -20th ANNIVERSARY BEST- JAPAN                             | KAMIJO       | 2015年8月23日     | 東京キネマ倶楽部                     | サポートドラムとして出演。                                                                              |
| HALLOWEEN PARTY 2015                                                      | イベント     | 2015年10月23-25日 | 幕張メッセ国際展示場9.10.11ホール    | HALLOWEEN JUNKY ORCHESTRAの一員として参加。24 日公演ではHalloween Men's Only Club Bandとしても出演。    |
| Tokyo Chaos 2015                                                          | イベント     | 2015年12月31日    | 国立代々木競技場 第二体育館          | D≒SIREの一員として参加。                                                                                |
| D 13th Anniversary 「Mad Tea Party Vol.34」                               | ASAGI        | 2016年4月15日     | EX THEATER ROPPONGI                  | サポートドラムとして出演。                                                                              |
| 春の稲妻Toshlロック祭り                                                   | Toshl        | 2016年4月29,30日  | 品川ステラボール                     | CRYSTAL ROCK KNIGHTSの一員として出演。                                                                  |
| HALLOWEEN PARTY 2016                                                      | イベント     | 2016年10月23日    | 神戸ワールド記念ホール               | HALLOWEEN JUNKY ORCHESTRAの一員として参加。                                                             |
| HALLOWEEN PARTY 2016                                                      | イベント     | 2016年10月30日    | 幕張メッセ国際展示場9.10.11ホール    | HALLOWEEN JUNKY ORCHESTRAの一員として参加。                                                             |
| HALLOWEEN PARTY 2017                                                      | イベント     | 2017年10月27-29日 | 幕張メッセ国際展示場9.10.11ホール    | HALLOWEEN JUNKY ORCHESTRAの一員として参加。                                                             |
| AKi LIVE 2018『Birthday Bash!』                                           | AKi          | 2018年2月2日      | 川崎CLUB CITTA'                      | ゲストとして出演。                                                                                      |
| GACKT’s -45th Birthday Concert- LAST SONGS                                | GACKT        | 2018/7/4          | 新木場STUDIO COAST                   | ゲストとして出演し、「dears」のドラムを担当。                                                           |
| HALLOWEEN PARTY 2018                                                      | イベント     | 2018年10月26-28日 | 幕張メッセ国際展示場9.10.11ホール    | HALLOWEEN JUNKY ORCHESTRAの一員として参加。                                                             |
| Resistar Records "治外法権番外編 「レジレコがガチでハロウィンやってみた」 | イベント     | 2018年10月31日    | Zepp Tokyo                           | ヴォーカル：HAKUEI(PENICILLIN)・ギター：MiA (MEJIBRAY)・ベース：沙我 (A9)と共に"ShinyaBAND"として出演。 |
| MUCC Presents Trigger In The Box                                          | イベント     | 2019年12月28日    | 国立代々木競技場第一体育館           | Trigger In The Box Super All StarsとしてL'Arc~en~Cielの楽曲を演奏。                                     |
| AKi LIVE 2024 「Birthday Bash!」                                          | AKi          | 2024年2月3日      | Zepp Shinjuku                        | Akiのサポートドラムとして参加。                                                                         |
| DEZERT PRESENTS SUMMER PARTY ZOO 2024～帰って来たM.A.D～                  | イベント     | 2024年8月24日     | Zepp Haneda                          | LUNA SEA Respect Session #2として参加。                                                                 |
| HIROTO 1st ONE MAN LIVE『THE START UP CIRCLE GIG』                        | HIROTO       | 2024年12月28日    | 赤羽ReNY α                           | サポートドラムとして参加。                                                                              |
| SNOW MONSTER HOTEL 2025                                                   | HYDE         | 2025年3月1・2日   | 苗場プリンスホテル                   | ゲストとして参加。HYDEオフィシャルファンクラブ"HYDEIST"会員限定ファンクラブイベント。                   |

## テレビ出演

### テレビ
- デザインあ（2013年11月23日、NHK Eテレ）
- 有吉反省会（2015年9月12日、日本テレビ系列）

### インターネットテレビ
- 水曜のニョッキvol.58（2014年12月2日、オリコンニュース）
- GACKTプロデュース！POKER×POKER〜業界タイマントーナメント（2018年6月♯3 - 4、AbemaTV）

## SERAPH
SERAPH（セラフ）はShinya（ドラム）、Moa（ピアノ＆ヴォーカル）からなる音楽ユニット。2017年8月にシングル「Génesi」をリリースし本格的な活動を開始。

### 概要
コンセプトは「天界から見た人間に対して」であり、SERAPH（セラフ）という名前もキリスト教における最高位の天使の名から取られた。
MALICE MIZERの楽曲「Regret」「波紋」からインスパイアを受けてピアノとドラムという編成になった。

### メンバー
Drum：Shinya（シンヤ）
- 「Destino」「Sauveur」以外の楽曲で作曲を担当。[9]
- ドラムセットは基本的にDIR EN GREYで使用しているものと同じだが、ウィンドチャイムが左手側に追加されている。
- コンサートでは一部の楽曲でピアノの演奏も担当。

Piano&Vocal：Moa（モア）
- 当初はピアノのみの担当でシンガーは別に起用する予定だったが、デモでMoaが入れた仮歌がイメージに合っておりそのままヴォーカルも担当することになった。[10]
- クレジットではピアノ＆ヴォーカル担当となっているが、コンサートではフルートの演奏も担当。
- 全楽曲で作詞・オーケストレーションを担当するほか、「Destino」「Sauveur」「Overture」などでは作曲も手がけている。

- 活動開始から7年間、「日本人の血が入っている」ことは明言されていたが、活動歴や国籍などは伏せられていた。[11]
- 2024年2月24日のコンサート「SERAPH Concert 2024「Writhing of Tanah」」のMCにて、本名が音楽プロデューサー/作詞・作曲・ 編曲家/ピアニストであるMaiko K Riveraであることを公表、その後自身のX上でも正体を明かした。[12]

### 来歴
2014年、Shinyaのソロプロジェクトとして水面下で活動を開始。作曲活動を行いながらメンバー探しを始める。
2017年3月、SERAPHとしての表立った活動の開始を発表。
2017年6月17日公開の映画「霊眼探偵カルテット」に主題歌として「Génesi」が、挿入歌として「Destino」が起用。劇伴音楽もShinyaが担当した。
2017年8月18日、ファーストシングル「Génesi」をリリース。表題曲は7月5日から先行配信された。
2019年2月24日、東京SHIBUYA PLEASURE PLEASUREにて初のコンサート「Shinya Birthday Event - SERAPH Premium Showcase」を開催。
2020年2月23・24日、東京SHIBUYA PLEASURE PLEASUREにて「Shinya Birthday Event - SERAPH Concert 2020 Licht of Genesis」を開催。
2022年2月24日、大手町三井ホールにて「Shinya Birthday Event - SERAPH Concert 2022「Spuren des Ruins」」を開催。
2023年2月24日、神田スクエアホールにて「Shinya Birthday Event - SERAPH Concert 2023「Sea of Serenity」」を開催。
2024年2月24日、大手町三井ホールにて「Shinya Birthday Event - SERAPH Concert 2024「Writhing of Tanah」」を開催。
2025年2月24日、大手町三井ホールにて「Shinya Birthday Event - SERAPH Concert 2025 خطيئة الصمت khatiyat alsamt」を開催。

### ディスコグラフィー

#### シングル
|     | 発売日        | タイトル | 収録曲 | 販売生産番号 | 備考                         |
| --- | ------------- | -------- | --- | ------------ | ---------------------------- |
| 1st | 2017年8月18日 | Génesi   | Disc1 (CD) 1. Génesi 2. Génesi {Instrumental Version} 3. Génesi {Orchestra Version} Disc2 (DVD) 1. Génesi {Lyric Video} 2. Special Clip | SRPH-001     | 通信販売・ライブ会場限定販売 |

#### 未音源化曲
| タイトル         | 備考                                                       |
| ---------------- | ---------------------------------------------------------- |
| Destino          | 映画『霊眼探偵カルテット』オープニング曲                   |
| Kreis            | オンライン謎解きゲーム『火の鳥』主題歌                     |
| Destino Overture | コンサート「SERAPH Premium Showcase」で初披露              |
| Abyss            | コンサート「SERAPH Premium Showcase」で初披露              |
| Sauveur          | コンサート「SERAPH Premium Showcase」で初披露              |
| Uisce            | コンサート「SERAPH Premium Showcase」で初披露              |
| Majesté          | コンサート「SERAPH Concert 2020 Licht of Genesis」で初披露 |
| Reisn            | コンサート「SERAPH Concert 2020 Licht of Genesis」で初披露 |
| Lluvias          | コンサート「SERAPH Concert 2020 Licht of Genesis」で初披露 |
| Lovshka          | コンサート「SERAPH Concert 2020 Licht of Genesis」で初披露 |